# Infobright
 (septembre 2012).
Infobright (initialement dénommé Brighthouse) est à la fois le nom d'un système de gestion de bases de données relationnelles et celui de la société qui le développe et le commercialise.
L'entreprise, créée en 2005, a son siège au Canada mais une grande partie de ses activités de recherche et développement est basée en Pologne.

## Domaine d'utilisation
Le SGBD Infobright est particulièrement destiné aux applications décisionnelles caractérisées par les besoins ou contraintes suivants :
- Volumes de données importants, allant de quelques centaines de gigaoctets à quelques dizaines de téraoctets ;
- Requêtes analytiques complexes ;
- Nécessité de chargement et de rechargement rapide des données ;
- Utilisation d'environnements matériels simples (serveurs de type PC) ;
- Délais et budgets d'installation et d'administration restreints.

En revanche, Infobright n'est pas conçu pour les applications transactionnelles, même s'il supporte les opérations de mise à jour.
L'un des objectifs d'Infobright est de réduire ou de supprimer les travaux d'administration des bases de données, au moyen de techniques d'optimisation automatique.
Son langage d'interrogation est le SQL et il est interopérable avec la plupart des logiciels interactifs de requête et des générateurs de rapports ou tableaux de bord du marché, ce qui facilite son intégration dans les environnements informatiques existants.

## Technologie
Infobright appartient à la catégorie des SGBD dits orientés colonnes ou à stockage vertical, dont le principal intérêt est d'optimiser le traitement des requêtes de consultation ensemblistes sur de très gros volumes de données.
Au-delà du stockage séparé par colonnes, Infobright met en œuvre, pour chaque colonne, une technique de découpage physique par paquets de 216 (65.536) enregistrements, chaque paquet contenant les données elles-mêmes (fortement compressées) et quelques métadonnées. Par ailleurs, des zones spéciales de métadonnées constituant un ensemble appelé grille de connaissances sont gérées automatiquement par le logiciel et remplacent les index des SGBD traditionnels. Cette grille de connaissance (que l'utilisateur n'a pas à administrer, contrairement aux systèmes d'index classiques) est exploitée par l'optimiseur d'Infobright de manière à minimiser les accès aux supports physiques (disques), qui sont d'habitude les principaux facteurs de limitation des performances des SGBD. 
Au lieu d'être conçu et réalisé comme un produit autonome, Infobright est avant tout un moteur d'accès pour MySQL. En pratique, Infobright est distribué sous une forme prête à l'emploi, intégrant une version opérationnelle de MySQL, de sorte que pour l'utilisateur il s'installe et fonctionne comme un SGBD autonome. Il peut toujours, cependant, être utilisé en cohabitation avec d'autres moteurs d'accès.
Infobright communique avec les autres logiciels soit selon les standards du marché (ODBC, JDBC) soit par toute interface compatible MySQL.

## Mode de distribution
Infobright est décliné parallèlement en deux éditions, à savoir:
- Infobright Community Edition (ICE), édition libre et gratuite sous licence GPL ;
- Infobright Enterprise Edition (IEE), édition payante, fournie sur souscription annuelle (donnant droit au logiciel et à des engagements de prise en charge des défauts).

ICE et IEE évoluent de manière synchrone et sont toujours au même niveau de version. Cependant, IEE comporte quelques fonctions supplémentaires dont le code n'est pas libre.
Le logiciel fonctionne à l'identique sous différentes versions de Windows et Linux.